# Паракуељос де Харама
Паракуељос де Харама (шп. Paracuellos de Jarama) град је у Шпанији у аутономној заједници Заједница Мадрид. Према процени из 2017. у граду је живело 23.104 становника.

## Становништво
Према процени, у граду је 2017. живело 23 104 становника.
| 2017.  |
| ------ |
| 23.104 |